# Bataille de Carrhes
Guerre contre les Parthes
La bataille de Carrhes (ou Charan) du 9 juin 53 av. J.-C., près de la ville fortifiée de Carrhes (Harran, dans l'actuelle Turquie), est une victoire décisive des Parthes conduits par le général Suréna sur les légions romaines sous les ordres du général Crassus.

## Les sources antiques
Les récits les plus détaillés de la bataille viennent de Plutarque et de Dion Cassius, qui écrivent plusieurs siècles après l’événement, vraisemblablement en puisant dans une ou des sources antérieures. La narration de Tite-Live, presque contemporain de la bataille, n’est connue de nos jours que par un abrégé sommaire. D’autres historiens antiques ne font qu'une mention résumée de la campagne désastreuse : Velleius Paterculus, Eutrope, Julius Obsequens, Lucius Ampelius. Presque tous insistent sur l’inconséquence de Crassus qui ne tint aucun compte des présages défavorables, annonciateurs du désastre, et en font le responsable de cette défaite romaine.
Le récit de la campagne et de la bataille a été repris par l'historien du XIXe siècle Theodor Mommsen, qui s'est fondé principalement sur la narration de Plutarque.

## Contexte historique
Les guerres de conquête menées par Sylla, Lucullus et Pompée avaient amené la frontière de l'Empire romain sur l'Euphrate. Les généraux romains avaient conclu des traités de paix et d'amitié avec les Parthes, dernière grande puissance indépendante du Moyen-Orient. Mais, en les traitant de plus en plus comme un royaume vassal, Pompée avait refusé à leur souverain le titre de roi des rois et mené deux incursions sur leur territoire. Lucullus et Pompée avaient songé à envahir l'empire parthe, considéré comme une puissance de second rang. En 57 av. J.-C., Cicéron, attaché à une politique de paix, s'inquiète à l'idée que Gabinius, nommé  proconsul de la province de Syrie  et chargé de restaurer Ptolémée XII en Égypte, pourrait en profiter pour mener une expédition contre les Parthes.
C'est pendant le Premier triumvirat que Crassus, militairement moins glorieux que ses rivaux Pompée et César, décide de s'illustrer et de se donner une gloire comparable à la leur. Son seul succès militaire jusqu'ici est son intervention contre la révolte de Spartacus, qui date de près de vingt ans et ne lui a valu qu’une ovation, tandis que Pompée, qui avait alors remporté des victoires plus prestigieuses, obtenait un triomphe. Après son consulat en 55, Crassus reçoit la charge de proconsul de Syrie. Plutarque indique tantôt que la proposition du tribun Tribonius confiait à Crassus la conduite de la guerre contre les Parthes, tantôt que le décret du peuple ne statuait pas sur un futur conflit. En réalité, Crassus dispose de moyens considérables pour l'expédition, preuve qu'il agit bien sur ordre du Sénat qui a légitimé cette décision. Le Sénat ne lui aurait sûrement pas consenti un tel déploiement de forces s'il s'agissait de satisfaire seulement son amour de la gloire, et non de répondre à une menace potentielle des Parthes.
En novembre 55, Crassus s'embarque au port de Brindes avec onze légions et l’intention déclarée de conquérir l'empire des  Parthes. Cependant le départ de Crassus est marqué par plusieurs présages défavorables : un de ses adversaires organise une cérémonie lugubre au cours de laquelle de puissantes malédictions (en latin, diræ, imprécations mortelles) sont prononcées contre le général sur le point de quitter Rome. Puis, dans le port de Brindes, au cri d'un marchand de figues, « Cauneas ! » beaucoup croient à un présage oral (en latin, omen) où se serait fait entendre l'avertissement « Cave ne eas ! », « attention, n'y va pas ! ».

## Alliés de Rome

Carte politique du Moyen-Orient vers 55 av. J.-C.

Bien que jugés parfois perfides, les peuples alliés de Rome dans cette campagne ont fourni une part importante des effectifs de l'armée. Les rois et princes locaux pouvaient verser de l'argent ou lever un contingent de guerriers.
Le roi des Galates, Déiotaros, a sans doute fourni un contingent, de même qu'Antiochos Ier de Commagène, et surtout Ariobarzane II de Cappadoce. Le seigneur de l'Osroène, Abgar II Ariamnès, riche des substantiels droits de douane que rapportait la cité caravanière d'Édesse, a largement contribué à financer l'expédition de Crassus. Parmi les alliés de moindre importance, on compte aussi Tarcondimotus, le chef d'une confédération de tyrans dans le massif de l'Amanus qui domine la Cilicie, ainsi qu'Archélaos II de Comana, grand prêtre du riche sanctuaire de Comana Pontica.
L'allié le plus puissant était le roi d'Arménie, Artavazde II : par sa situation géographique, et la politique ambitieuse de Tigrane le Grand, son royaume constituait un bastion en même temps qu'une sorte de troisième force. Il mit à la disposition de Crassus une armée composée essentiellement de dix mille cavaliers cuirassés, six mille cavaliers de sa garde personnelle et 30 000 fantassins.
Enfin, pour financer la longue campagne qui s'annonçait, Crassus s'empara même de l'or conservé dans les sanctuaires de sa province, dans le temple de la déesse Atargatis à Hiérapolis Bambyce et dans le temple de Jérusalem. Ce sacrilège, inspiré par une cupidité aveugle, suscita l'indignation des populations locales et s'accompagna de deux nouveaux mauvais présages : en sortant du sanctuaire de Hiérapolis Bambyce, Publius Crassus glissa sur le seuil, tomba, et son père, le proconsul Crassus qui le suivait, tomba à son tour.

## Première année de la guerre
Crassus arrive en Syrie en 54 av. J.-C., et établit un pont de bateaux pour franchir l’Euphrate : ce jour-là, une bourrasque arrache du sol les enseignes militaires, ce qui est interprété comme un mauvais présage de plus. Il affronte ensuite victorieusement l'armée de Silacès, gouverneur de Mésopotamie. On a longtemps pensé que l'Euphrate avait été la frontière fixée d'un commun accord par Pompée et Phraatès III ; mais il est peu probable que les Parthes aient accepté de bon gré que Rome fixât une frontière à leurs ambitions territoriales.
Crassus obtient la soumission de quelques villes proches de l’Euphrate, prend et pille Zénodotie (localité non identifiée) qui résistait et revient passer l’hiver en Syrie. Selon Plutarque et Dion Cassius, Crassus commet alors une erreur stratégique : en arrêtant son offensive et en se repliant en Syrie pour y passer l’hiver, il laisse tout le temps aux Parthes de préparer leur armée. En fait, Crassus n'a pas d'autre choix : la saison hivernale est impropre à la guerre, et les pluies dans les déserts argileux de ces contrées les rendent impraticables ; en outre il eût été imprudent de se retrouver isolé en territoire ennemi, sans l'appui d'un contingent de cavalerie approprié; enfin, il est probable que Crassus a besoin de parfaire l'entraînement de ses soldats et de réunir davantage d'argent. Avant de prendre ses quartiers d'hiver, Crassus laisse en garnison sept mille légionnaires dans plusieurs villes, et confie la citadelle de Carrhes au préfet Coponius.

## Itinéraire des Romains
Au printemps 53 av. J.-C., Artavazde II, à la tête d'une partie de sa cavalerie, opère sa jonction avec Crassus ; le roi d'Arménie propose à son allié romain un itinéraire long allant de Syrie en Arménie et de là en Médie Atropatène. La proposition d'Artavazde était-elle « un stratagème pour sauver son royaume, qui risquait d'être envahi par les Parthes, en laissant tout faire aux Romains », un piège avant un retournement d'alliance, comme l'écrit Plutarque? Il aurait fallu, à partir d'Édesse, suivre la route du nord et franchir les montagnes, ce qui supposait une quantité d'or supplémentaire pour le paiement des troupes et des alliés, tout en se fiant entièrement à l'expérience des auxiliaires d'Artavazde : Crassus aurait alors mis son armée en position de faiblesse. Le général romain décide de suivre la route la plus courte en passant par la haute Mésopotamie. Crassus franchit l’Euphrate à Zeugma (peut-être là où Alexandre le Grand l'avait lui-même franchi,), avec pour objectif d'atteindre Ctésiphon et Séleucie du Tigre. De son côté, le roi parthe Orodès II scinde son armée en deux et envoie son infanterie ravager l’Arménie, pour la punir de son alliance avec les Romains, tandis qu’il confie sa cavalerie au général Suréna pour qu’il empêche la progression des Romains. La première partie de ce plan réussit, car Artavazde d’Arménie informe Crassus que l’attaque qu’il subit l’empêche d’envoyer tout renfort aux Romains. Crassus est alors privé d'un appui militaire essentiel.
Il s’apprête à longer le cours de l’Euphrate, mais s’en éloigne, sur le conseil d’un chef local, faux allié des Romains qui mène un double jeu, le roi d'Osroène Augarus, selon Dion Cassius, ou le chef d’un clan arabe, Abgar Ariamnès, selon Plutarque. Ce conseiller dirige les Romains sur une zone de plaine désertique, que Dion Cassius décrit avec des bois et des inégalités propices pour dissimuler des troupes. L'itinéraire ainsi suivi correspond sans doute à la route des nomades mentionnée par le géographe Strabon. Le lieu de la bataille se trouverait donc à une quarantaine de kilomètres de Carrhes, sur le territoire actuel de la Syrie. C’est là qu’attendent les forces de Suréna.

## Affrontement

### Forces en présence
Les forces de Crassus se composent de sept légions, effectif indiqué par Plutarque et estimé par l'historien Théodore Mommsen à environ 40 000 hommes ; à cela s'ajoutent les troupes que Pompée et Gabinius avaient laissées en garnison en Syrie ; on compte encore près de 4 000 cavaliers, et autant de fantassins légers dont un millier de cavaliers gaulois avec à leur tête le fils de Crassus, Publius, qui a l’expérience de plusieurs batailles auxquelles il a participé durant la guerre des Gaules. Florus mentionne quant à lui onze légions, en prenant en compte les unités auxiliaires. Ainsi, l'ensemble de l'armée, soldats, convois de ravitaillement, serviteurs, ordonnances et palefreniers compris, comptait entre 50 000 et 70 000 hommes : c'est un contingent exceptionnel et un déploiement de forces prouvant que les Romains n'ont pas sous-estimé leur ennemi parthe.
L'armée de Suréna est surtout composée d'une cavalerie, dix mille hommes selon Plutarque, dont une escorte de 1 000 cavaliers lourds, les cataphractaires, équipés d'une lance pouvant atteindre quatre mètres qui sert à repousser l'ennemi : ils sont entièrement caparaçonnés, sans étriers, et chargent tous ensemble pour effectuer une percée meurtrière. Les cavaliers sont accompagnés d'un grand train de chameaux portant une grande réserve de flèches. L'armée parthe a le renfort d'un contingent mésopotamien de Silacès et de plusieurs unités d'alliés ou de mercenaires comme Alchaidamos. Usant de la technique restée célèbre sous le nom de « flèche du Parthe » ; les archers montés parthes paraissent ainsi s'enfuir mais, pivotent en selle et, tirent sur l'adversaire à leurs trousses.
Romains et Parthes ne se sont jusqu’alors jamais affrontés directement. Leurs armements et leurs tactiques de combat sont radicalement différents :
- Les Romains combattent en fantassins, les légionnaires romains, casqués, cuirassés et bien protégés par leur grand bouclier rectangulaire, sont réputés pour leur ténacité et leur efficacité dans les batailles rangées comme lors des sièges. La cavalerie romaine n’a qu'un rôle d’appoint, pour protéger les flancs ou poursuivre un adversaire en retraite.
- À l’inverse, les Parthes combattent à cheval avec l'arc et la lance, et sont cuirassés le plus souvent[37]. Ils emploient un arc composite, renforcé de lames de cornes de chèvres sauvages et de tendons de cerfs ou de gazelles ; cet arc redoutable peut décocher des flèches au moins deux fois plus loin que celui des archers hellénistiques et romains[38] ; puissant et peu encombrant, il peut être manié avec efficacité par les cavaliers.

Pour Théodore Mommsen, « en face du Parthe ainsi armé, tout le désavantage était pour les légions, et dans les moyens stratégiques, puisque sans cavalerie, elles ne demeuraient pas maîtresses de leurs communications, et dans les moyens de combat, puisque, là où l’on n’en vient point à la lutte d’homme à homme, l’arme à longue portée triomphe nécessairement de l’arme courte ».

### Déroulement de la bataille

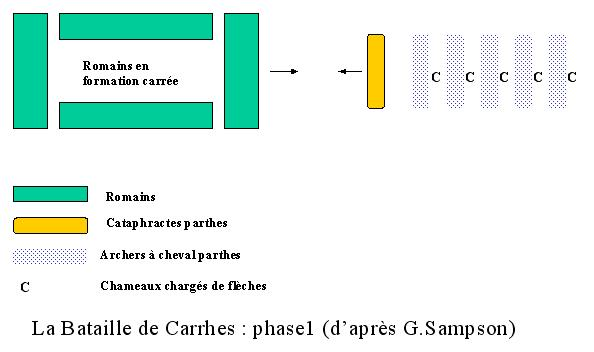
L'armée romaine formée en carré face aux cavaleries lourde et légère des Parthes, juste avant que les archers à cheval parthes se déploient pour encercler les Romains, accompagnés à distance par les chameaux chargés de flèches.

Les patrouilles de reconnaissance romaines, durement accrochées, signalent l’approche de l’armée parthe. Crassus fait ranger l’infanterie d’abord le plus largement possible pour éviter d’être encerclé, puis change d’avis et la dispose en un carré de douze cohortes de côté, soutenu par des unités de cavalerie. Crassus commande le centre, son fils Publius une aile, et le questeur Cassius l’autre aile. Plutôt que d’établir un camp et d’attendre le lendemain, Crassus fait poursuivre la marche jusqu’à parvenir en vue des Parthes.
Le 9 juin -53, les Parthes apparaissent, mais on ne voit pas luire leurs armes sous le soleil, et Crassus croit avoir affaire à une simple avant-garde. Les Parthes ont en effet recouvert leurs armes de housses et de gaines de peau. Au signal du combat donné par Crassus, Suréna fait gronder ses tambours à sonnailles, dans un tumulte assourdissant, et fait soudainement dévoiler ses cataphractaires, dont l’éclat des armures couvrant cavaliers et montures doit impressionner les Romains.
Crassus ayant rangé son armée en quadrilatère profond à double front, Suréna renonce à enfoncer les lignes romaines avec ses cataphractaires ; les archers parthes à cheval entament leur tactique habituelle, une manœuvre d’encerclement, que Crassus tente de contrer en envoyant ses troupes légères. Celles-ci sont repoussées par une grêle de flèches qui sèment la mort et la confusion jusque dans les lignes des légionnaires. Les archers montés harcèlent à distance, évitant tout contact, et font pleuvoir leurs flèches : en tir à cadence soutenue, un archer épuise sa réserve de flèches en quelques minutes, ce qu’attendent les Romains. Mais les archers parthes vont à tour de rôle se réapprovisionner à l’arrière, auprès de chameaux chargés de flèches et entretiennent un tir ininterrompu.
Pour éviter l’encerclement et dégager l’armée romaine, le jeune Publius Crassus contre-attaque les Parthes avec 1 300 cavaliers dont ses cavaliers gaulois, qui appliquent leur technique habituelle : tenter d'éventrer les chevaux ennemis. Les archers parthes prennent la fuite, Publius les poursuit avec sa cavalerie, suivie au pas de course par huit cohortes et 500 archers, soit plus de six mille hommes. Mais Publius Crassus s'éloigne ainsi du gros de l’armée romaine et se laisse entraîner au-devant des cataphractaires postés en réserve. Ceux-ci chargent la cavalerie romaine, qui est trop légère pour résister, tandis que la cavalerie parthe qui s'est arrêtée encercle et crible à nouveau de flèches les Romains. Cernés, ils sont anéantis. Publius Crassus et ses officiers se suicident, comme son ami Censorinus ou sont tués, les Parthes ne font que 500 prisonniers. Seuls quelques messagers envoyés quérir du secours auprès de Crassus échappent au désastre.
Informé de la situation de son fils, Crassus fait avancer ses soldats, mais trop tard : les Parthes attaquent le gros de l’armée romaine, brandissant la tête de Publius au bout d’une pique. Tandis que les cataphractaires chargent de front avec leurs longues piques, les archers montés criblent de flèches les flancs romains, et les « alliés » osroènes changent de camp pour les attaquer à revers. Par groupes, les Romains se protègent tant bien que mal de la pluie de flèches en se formant en tortue. Les cataphractaires les chargent à coup de lances pour les forcer à se disperser. Les légionnaires, trébuchant sur les morts et les blessés, sont aveuglés par la poussière soulevée par les chevaux et exposés aux jets de flèches. Le massacre dure jusqu’à la tombée de la nuit et au retrait parthe.

### Retraite des Romains
Crassus est trop abattu pour continuer à commander ; ses officiers Cassius et Octavius réunissent un conseil qui ordonne la retraite et font lever le camp pour regagner Carrhes pendant la nuit sans attirer l’attention des Parthes, en abandonnant sur place quatre mille blessés incapables de se déplacer. Les Parthes s’aperçoivent de la fuite nocturne des Romains, mais attendent le jour pour les poursuivre. Pendant la nuit, de nombreux blessés romains abandonnés succombent faute de soins ou se suicident. Le jour venu, les Parthes achèvent les survivants ou les font prisonniers, capturent les traînards, et anéantissent quatre cohortes égarées pendant la retraite.

Le 10 juin, les Romains sont assiégés dans la ville sans espoir de secours ; Crassus décide la retraite vers les monts Sinnaka pendant la nuit. Mais l'armée romaine commence à se diviser : après le préfet Egnatius, c'est Cassius qui abandonne à son tour son général en fuyant vers la Syrie à la tête des 500 derniers cavaliers romains. Octavius et 5 000 légionnaires romains atteignent une forte position dans les collines, mais ils font demi-tour pour aider Crassus qui est à la traîne avec quatre cohortes. Suréna comprend que les Romains pourraient lui échapper, s'ils atteignent les hauts plateaux arméniens. Le 11 juin, il propose un armistice, à condition qu'on lui livre Crassus et Cassius. Pressé par ses soldats au bord de la sédition, Crassus, qui redoute un piège, est obligé d’accepter la rencontre. Conscient de la mort qui l'attend, il prononce ces dernières paroles où transparaît l'amertume d'être abandonné par ses propres concitoyens : 

« Vous tous, officiers romains ici présents, vous voyez que l'on me force à cette démarche et vous êtes témoins que je souffre opprobre et violence. Mais dites à tout le monde, si vous échappez, que Crassus est mort trompé par les ennemis, mais non pas livré par ses concitoyens. »

— Plutarque,  Vie de Crassus.
 Le contact préliminaire avec Suréna dégénère lorsque celui-ci offre à Crassus un cheval correspondant à son rang. Ce qui se passa alors demeure enveloppé de mystère : Octavius et son escorte s’y opposent, et dans l’affrontement, Octavius et Crassus périssent, tués par les Parthes ou par une main romaine, pour éviter l’humiliation de la captivité.
Dion Cassius rapporte avec doute que les Parthes versèrent de l’or fondu dans la bouche de Crassus, par dérision pour sa soif de richesse. Comme trophées, Suréna envoya la tête et la main coupée de Crassus à Orodès II. Le bilan de la rencontre est désastreux pour les Romains : selon Plutarque, 45 000 soldats romains sont morts et 20 000 sont faits prisonniers, et réduits à l'état de serfs dans l'armée parthe, dans les provinces de l'Est du royaume parthe,. Cassius, malgré son rang subalterne de questeur, assure le gouvernement de la Syrie pendant plusieurs années et parvient à repousser les attaques parthes sur cette province,.

## Épilogue

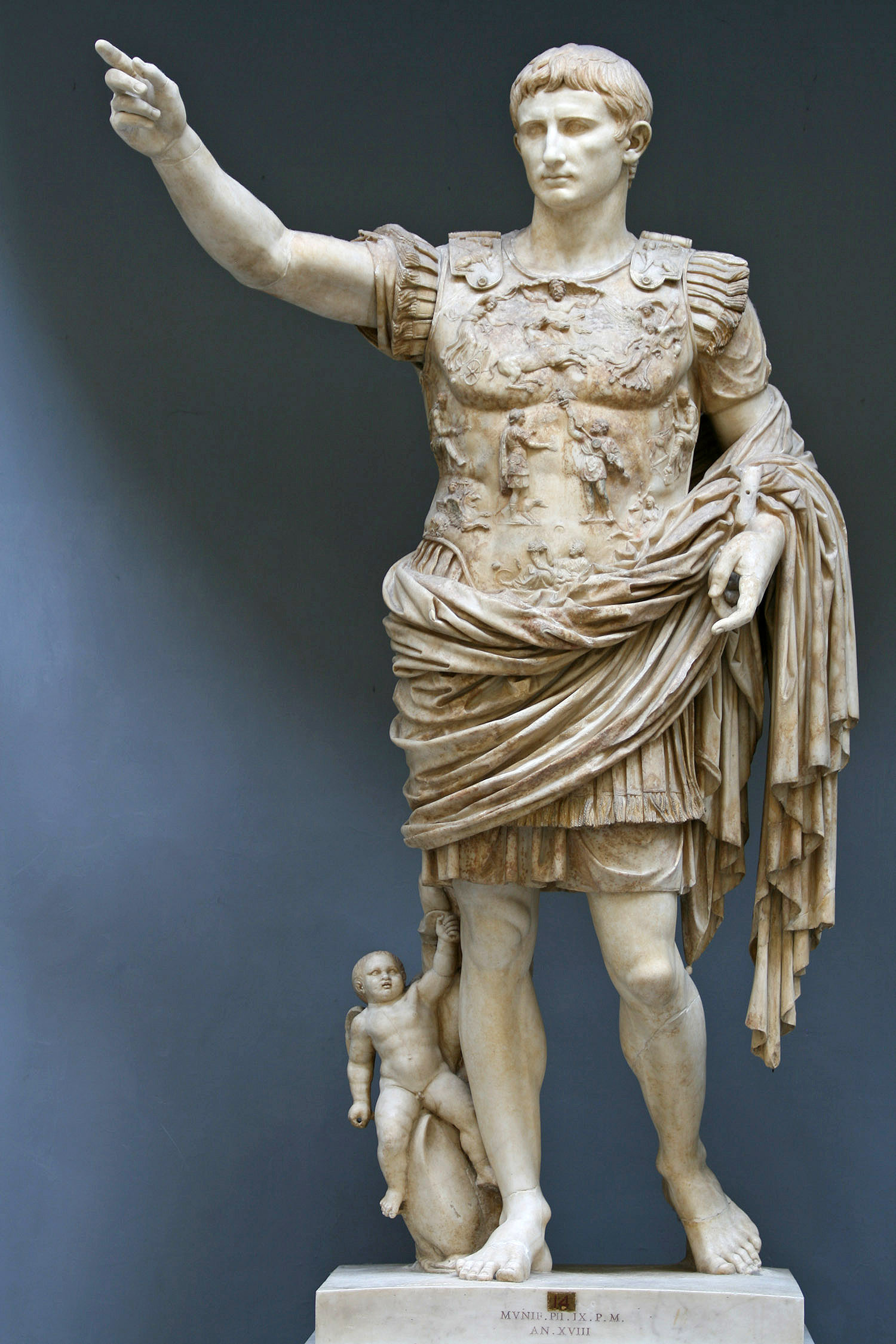
Auguste de Prima Porta, au Braccio Nuovo, Vatican, Rome.

Suréna s'empara de sept aigles romaines, ces enseignes légionnaires dont la hampe était surmontée d'une aigle en argent, et les consacra dans le temple d'Anāhitā, divinité guerrière parthe, à Ctésiphon. Cependant, Orodès, craignant l'ambition de son général victorieux, le fit exécuter en -52.
Le désastre de Crassus donna lieu à une polémique au Sénat : les uns parlaient d'une punition divine pour la rupture injustifiée de la paix, les autres y voyaient un effet de la traîtrise d'Orodès et réclamaient une guerre de revanche. Cicéron, jusque-là allié réticent du triumvirat, se joignit à ceux qui condamnaient après coup la conduite irresponsable de Crassus. À partir de 51, les Parthes menèrent une série d'incursions en Syrie romaine, sans qu'on sache s'il s'agissait d'une vraie tentative d'invasion ou de simples raids de pillage. Cicéron, en 50, dut accepter à contrecœur le proconsulat de Cilicie pour épauler Cassius, puis son successeur Bibulus qui défendaient la Syrie avec de faibles moyens contre la cavalerie parthe commandée par Pacorus, fils d'Orodès. Cicéron resta à prudente distance des Parthes : il se contenta d'envoyer un peu de cavalerie à son collègue, de veiller à la fidélité des rois alliés et de mener une petite expédition contre les montagnards du Taurus. Les Parthes avancèrent jusqu'à Antioche mais se retirèrent faute de machines de siège. Enfin, Orodès, se méfiant de voir Pacorus devenir trop puissant, le rappela à sa cour et Bibulus négocia avec le satrape Arnodapates pour mettre fin à la guerre.

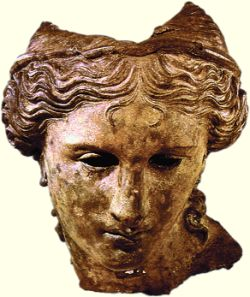
La déesse Anāhitā, musée Karen Demirtchian, Erevan.

La perte des enseignes légionnaires représentait une véritable humiliation et un grand déshonneur pour Rome. Auguste parvint à récupérer ces aigles en 20 av. J.-C., qui furent par la suite exposées dans le temple de Mars Ultor. L'Auguste de Prima Porta, statue d'Auguste en tenue militaire de parade, fut érigée pour commémorer l'événement : sur sa cuirasse est représentée la scène historique de la restitution d’une enseigne.
La région de Carrhes retomba sous la domination des Parthes mais la défaite romaine n'avait pas modifié l'équilibre entre les deux puissances, et n'avait pas découragé les Romains, qui reprirent plus tard les hostilités, sans jamais réussir à conquérir  les territoires parthes.

## Culture
La bataille de Carrhes a inspiré plusieurs œuvres littéraires dans les genres les plus variés : en 1674, Pierre Corneille publie sa tragédie Suréna, général des Parthes ; l'archéologue Alfred Duggan, dans le roman historique Winter Quarters en 1956, a évoqué l'histoire de l'unité de cavalerie gauloise que César envoya à Crassus en 54 av. J.-C. ; le dessinateur de bandes dessinées Jacques Martin a évoqué la bataille de Carrhes dans les albums Alix l'intrépide, Iorix le grand et C'était à Khorsabad (2006). Elle est également évoquée dans le tome 11 de Alix Senator, « L'Esclave de Khorsabad », paru en 2020 chez Casterman (J. Martin, V. Mangin, T. Demarez).

### Sources antiques
- Plutarque, Vies parallèles [détail des éditions] [lire en ligne], Vie de Crassus.
- Dion Cassius, livre XL.